# П'ятри

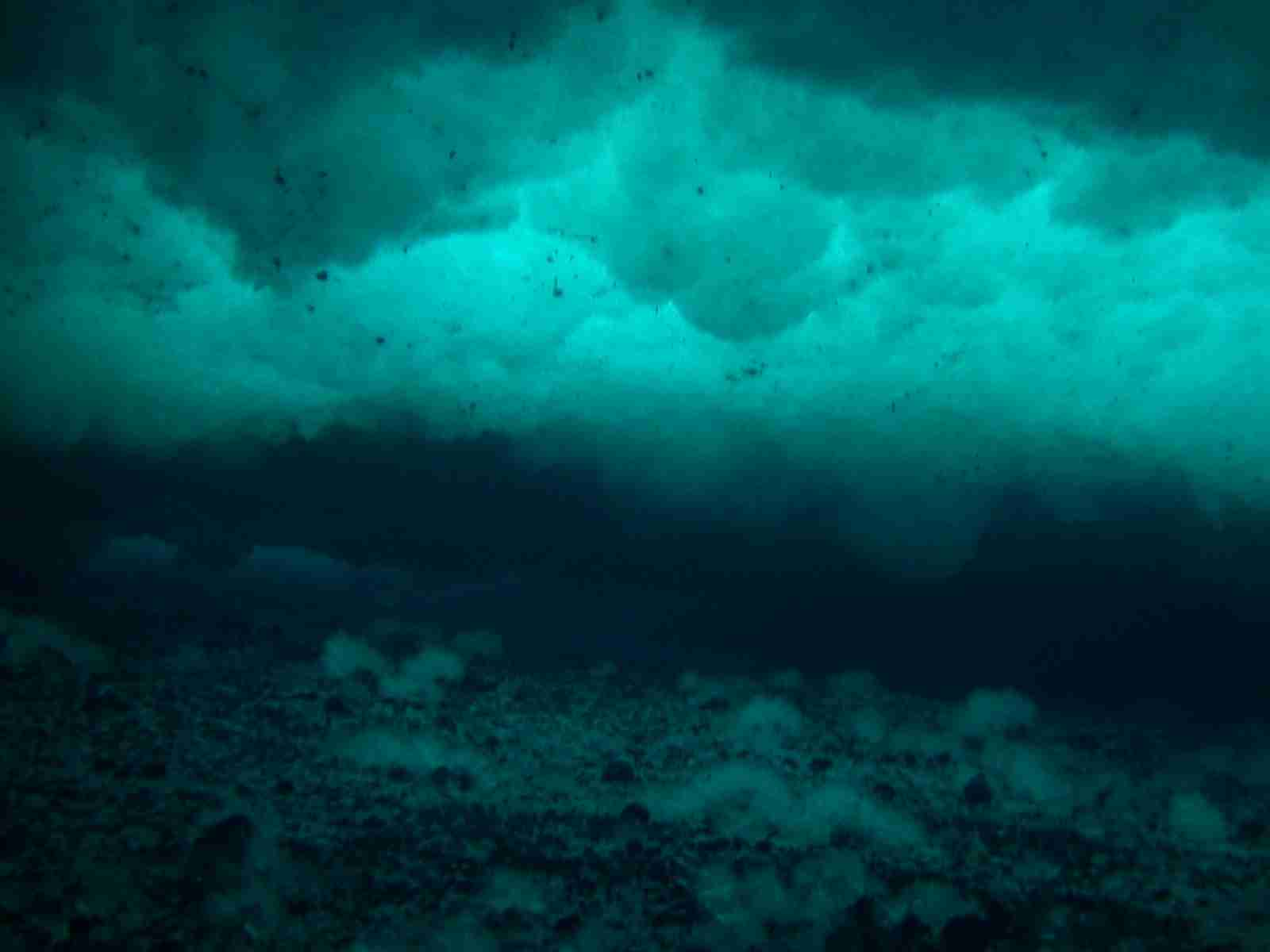
Донний лід прикріплюється до дна водойми.

Затори льоду на річці Яблунька у м. Турка. Імовірне місце виникнення п'ятрів.

П'я́три — нерухомі, міцно скріплені з дном річки льодяні острови, які виникають у місцях скупчення мас донного льоду, що змерзаються з шугою і салом, принесених під час останнього льодоходу. Часто мають грибовидну форму.

## Генезис
До особливостей формування цих островів відносять морфологію дна річища, їх утворення відбувається за наявності скелястого кам'яного дна.